# Umuarama (Osasco)
Umuarama é um bairro localizado em Osasco, São Paulo, Brasil. Sendo formados pelos loteamentos São Vicente de Paula, Jardim Ester, Jardim Umuarama, Vila Santo Antônio, Jardim Filipini, Jardim Lorian, Vila Sabará, Vila Clélia e Vila Santa Catarina. Sendo delimitado ao norte pelos bairros Cidade de Deus (Osasco), à leste com o bairro Adalgisa, ao sul com o bairro Jardim D'Abril e à oeste com o bairro Bela Vista.
A Família Matarazzo e associados lotearam a Fazenda São Francisco em chácaras, que posteriormente foi loteado em lotes urbanos. Uma parte do loteamento da família foi nomeado como Filipini, assim foi a formação do bairro Jardim Filipini. 
O bairro abrigou principalmente pessoas com ascendências japonesa, italiana, portuguesa, brasileira e alemãUma delas os Filipini, família lombarda de Mântua da Itália, com proximidade dos Matarazzo, e algumas famílias como os Francisco Alves, e os Verry.
A família Francisco Alves foi estabelecida no bairro com a compra de um lote de 125metros quadrados da portuguesa Julieta Filipini.
Mario Francisco Alves filho de António Francisco Alves e Maria Lazara Machado (Judia) vindo da cidade de Barueri se casou com Carmelita Elvira Alves e se estabeleceram no bairro por mais de 30 anos com seus 05 filhos.
A mãe de Mário Francisco Alves vem da linhagem consanguínea judia portuguesa (Sefardita) tendo como ancestral Pedro Vaz de Barros Judeu bandeirante nascido no Algarve Portugal fundador da cidade de São Roque fundada em 16 de Agosto de 1657.

## Principais vias
- Avenida Padre Vicente Melillo
- Avenida Martin Luther King
- Rua Geraldo Mouran
- Avenida Presidente João Goulart (Antiga Avenida Estados Unidos)
- Rua Dionísio Bizarro[1]

## Educação e Laser
- 'Creche Giuseppa Bersani Michelin[1]
- Campo de areia Carmelita Elvira Alves

## Dados da segurança pública do bairro
| Ocorrências de 2004 | Números | Porcentagem % |
| ------------------- | ------- | ------------- |
| Furto               | 31      | 31,96         |
| Roubo               | 19      | 19,59         |
| Roubo de veículos   | 26      | 26,80         |
| Furto de veículos   | 21      | 21,65         |
| Total Ocorrências   | 97      | 100,0         |

Fonte - Secretaria de Gestão Estratégica – Pesquisa - 2005